# 12 Horas de Sebring

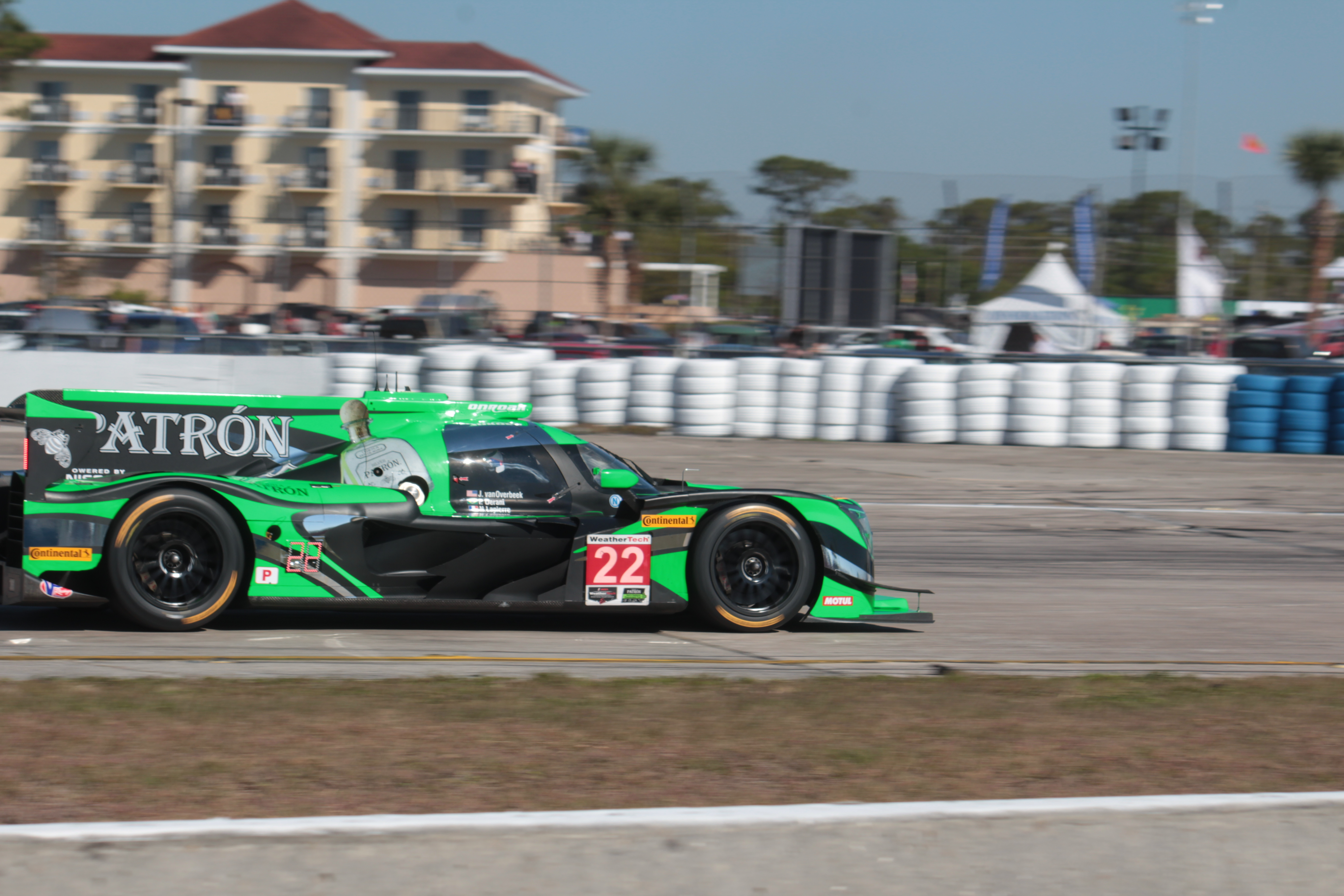
Nissan DPi #22, ganador de 2018 12 Horas de Sebring

Las 12 Horas de Sebring es una carrera de resistencia de sport prototipos y gran turismos que se ha disputado en el Sebring International Raceway de Florida (Estados Unidos) desde 1952. Es una de las competiciones de su tipo más importantes de América, junto con las 24 Horas de Daytona y las 1000 Millas de Sebring. Antiguamente formó parte del calendario de Campeonato Mundial de Resistencia (desde 1953 hasta 1972 y en 1981) y el Campeonato IMSA GT (en 1973 y desde 1975 hasta 1998). 
Desde 1999 hasta 2013, fue la principal carrera de la American Le Mans Series. Además, fue puntuable para la European Le Mans Series en 2001, y en 2011 fue válida para la Copa Intercontinental Le Mans. En 2012 volvió a ser puntuable para el Campeonato Mundial de Resistencia. 
A partir de 2014, la carrera es fecha válida de la United SportsCar Championship.
Entre los ganadores de esta carrera se encuentran pilotos como Stirling Moss, Juan Manuel Fangio, Jacky Ickx y Mario Andretti. Audi tuvo una racha de victorias durante todo el decenio de 2000, que Porsche cortó en la edición 2008.

## Ganadores

### Absoluto
| Año  | Pilotos                 | Pilotos                         | Pilotos                         | Equipo                    | Automóvil                      |
| ---- | ----------------------- | ------------------------------- | ------------------------------- | ------------------------- | ------------------------------ |
| 1952 | Harry Gray              | Larry Kulok                     | Larry Kulok                     | Stuart Donaldson          | Frazer-Nash Le Mans            |
| 1953 | Phil Walters            | John Fitch                      | John Fitch                      | Cunningham                | Cunningham C4R-Chrysler        |
| 1954 | Stirling Moss           | Bill Lloyd                      | Bill Lloyd                      | Cunningham                | O.S.C.A. MT4                   |
| 1955 | Mike Hawthorn           | Phil Walters                    | Phil Walters                    | Cunningham                | Jaguar D-Type                  |
| 1956 | Juan Manuel Fangio      | Eugenio Castellotti             | Eugenio Castellotti             | Ferrari                   | Ferrari 860 Monza              |
| 1957 | Jean Behra              | Juan Manuel Fangio              | Juan Manuel Fangio              | Maserati                  | Maserati 450S                  |
| 1958 | Phil Hill               | Peter Collins                   | Peter Collins                   | Ferrari                   | Ferrari 250 TR58               |
| 1959 | Dan Gurney              | Chuck Daigh                     | Chuck Daigh                     | Ferrari                   | Ferrari 250 TR59 Fantuzzi      |
| 1960 | Hans Herrmann           | Olivier Gendebien               | Olivier Gendebien               | Joakim Bonnier            | Porsche 718 RS                 |
| 1961 | Phil Hill               | Olivier Gendebien               | Olivier Gendebien               | Ferrari                   | Ferrari 250 TRI/61             |
| 1962 | Joakim Bonnier          | Lucien Bianchi                  | Lucien Bianchi                  | Scuderia SSS              | Ferrari 250 TRI/61             |
| 1963 | John Surtees            | Ludovico Scarfiotti             | Ludovico Scarfiotti             | Ferrari                   | Ferrari 250P                   |
| 1964 | Mike Parkes             | Umberto Maglioli                | Umberto Maglioli                | Ferrari                   | Ferrari 275P                   |
| 1965 | Jim Hall                | Hap Sharp                       | Hap Sharp                       | Chaparral                 | Chaparral 2A-Chevrolet         |
| 1966 | Ken Miles               | Lloyd Ruby                      | Lloyd Ruby                      | Shelby American           | Ford X1 Roadster               |
| 1967 | Bruce McLaren           | Mario Andretti                  | Mario Andretti                  | Ford                      | Ford GT40 MkIV                 |
| 1968 | Jo Siffert              | Hans Herrmann                   | Hans Herrmann                   | Porsche                   | Porsche 907                    |
| 1969 | Jacky Ickx              | Jackie Oliver                   | Jackie Oliver                   | J.W.                      | Ford GT40 MkII                 |
| 1970 | Ignazio Giunti          | Nino Vaccarella                 | Mario Andretti                  | Ferrari                   | Ferrari 512 S                  |
| 1971 | Vic Elford              | Gérard Larrousse                | Gérard Larrousse                | Martini                   | Porsche 917 K                  |
| 1972 | Mario Andretti          | Jacky Ickx                      | Jacky Ickx                      | Ferrari                   | Ferrari 312PB                  |
| 1973 | Hurley Haywood          | Peter Gregg                     | Dave Helmick                    | Helmick                   | Porsche 911 Carrera RSR        |
| 1974 | No se disputó.          | No se disputó.                  | No se disputó.                  | No se disputó.            | No se disputó.                 |
| 1975 | Brian Redman            | Allan Moffat                    | Allan Moffat                    | BMW                       | BMW 3.0 CSL                    |
| 1976 | Al Holbert              | Mike Keyser                     | Mike Keyser                     | Holbert Porsche-Audi      | Porsche 911 Carrera RSR        |
| 1977 | George Dyer             | Brad Frisselle                  | Brad Frisselle                  | George Dyer               | Porsche 911 Carrera RSR        |
| 1978 | Brian Redman            | Charles Mendez                  | Bob Garretson                   | Dick Barbour              | Porsche 935                    |
| 1979 | Bob Akin                | Rob McFarlin                    | Roy Woods                       | Dick Barbour              | Porsche 935                    |
| 1980 | John Fitzpatrick        | Dick Barbour                    | Dick Barbour                    | Dick Barbour              | Porsche 935 K3                 |
| 1981 | Bruce Leven             | Hurley Haywood                  | Al Holbert                      | Bayside Disposal          | Porsche 935/80                 |
| 1982 | John Paul Sr.           | John Paul Jr.                   | John Paul Jr.                   | JLP                       | Porsche 935 JLP-3              |
| 1983 | Wayne Baker             | Jim Mullen                      | Kees Nierop                     | Personalized Autohaus     | Porsche 934                    |
| 1984 | Mauricio de Narváez     | Hans Heyer                      | Stefan Johansson                | De Narvaez                | Porsche 935 J                  |
| 1985 | A. J. Foyt              | Bob Wollek                      | Bob Wollek                      | Preston Henn              | Porsche 962                    |
| 1986 | Hans-Joachim Stuck      | Jo Gartner                      | Bob Akin                        | Bob Akin                  | Porsche 962                    |
| 1987 | Jochen Mass             | Bobby Rahal                     | Bobby Rahal                     | Bayside Disposal          | Porsche 962                    |
| 1988 | Klaus Ludwig            | Hans-Joachim Stuck              | Hans-Joachim Stuck              | Bayside Disposal          | Porsche 962                    |
| 1989 | Geoff Brabham           | Chip Robinson                   | Arie Luyendyk                   | Electramotive             | Nissan GTP ZX-Turbo            |
| 1990 | Derek Daly              | Bob Earl                        | Bob Earl                        | Nissan                    | Nissan GTP ZX-Turbo            |
| 1991 | Derek Daly              | Geoff Brabham                   | Gary Brabham                    | Nissan                    | Nissan NPT-90                  |
| 1992 | Juan Manuel Fangio II   | Andy Wallace                    | Andy Wallace                    | All American Racers       | Eagle MkIII-Toyota             |
| 1993 | Juan Manuel Fangio II   | Andy Wallace                    | Andy Wallace                    | All American Racers       | Eagle MkIII-Toyota             |
| 1994 | Steve Millen            | Johnny O'Connell                | John Morton                     | Cunningham                | Nissan 300ZX                   |
| 1995 | Andy Evans              | Fermín Vélez                    | Eric van de Poele               | Scandia                   | Ferrari 333 SP                 |
| 1996 | Wayne Taylor            | Jim Pace                        | Eric van de Poele               | Doyle                     | Riley & Scott MkIII-Oldsmobile |
| 1997 | Andy Evans Fermín Vélez | Yannick Dalmas Stefan Johansson | Yannick Dalmas Stefan Johansson | Scandia                   | Ferrari 333 SP                 |
| 1998 | Didier Theys            | Giampiero Moretti               | Mauro Baldi                     | Doran                     | Ferrari 333 SP                 |
| 1999 | Tom Kristensen          | J.J. Lehto                      | Jörg Müller                     | BMW                       | BMW V12 LMR                    |
| 2000 | Frank Biela             | Tom Kristensen                  | Emanuele Pirro                  | Audi                      | Audi R8 LMP                    |
| 2001 | Rinaldo Capello         | Michele Alboreto                | Laurent Aïello                  | Audi                      | Audi R8 LMP                    |
| 2002 | Rinaldo Capello         | Christian Pescatori             | Johnny Herbert                  | Audi                      | Audi R8 LMP                    |
| 2003 | Frank Biela             | Marco Werner                    | Philipp Peter                   | Joest                     | Audi R8 LMP                    |
| 2004 | Allan McNish            | Frank Biela                     | Pierre Kaffer                   | Audi                      | Audi R8 LMP                    |
| 2005 | J.J. Lehto              | Marco Werner                    | Tom Kristensen                  | Champion                  | Audi R8 LMP                    |
| 2006 | Tom Kristensen          | Allan McNish                    | Rinaldo Capello                 | Audi                      | Audi R10                       |
| 2007 | Frank Biela             | Emanuele Pirro                  | Marco Werner                    | Audi                      | Audi R10                       |
| 2008 | Timo Bernhard           | Romain Dumas                    | Emmanuel Collard                | Penske                    | Porsche RS Spyder              |
| 2009 | Tom Kristensen          | Allan McNish                    | Rinaldo Capello                 | Audi                      | Audi R15 TDI                   |
| 2010 | Marc Gené               | Anthony Davidson                | Alex Wurz                       | Peugeot                   | Peugeot 908 HDI FAP            |
| 2011 | Nicolas Lapierre        | Loïc Duval                      | Olivier Panis                   | Oreca                     | Peugeot 908 HDI FAP            |
| 2012 | Tom Kristensen          | Allan McNish                    | Rinaldo Capello                 | Audi                      | Audi R18 TDI                   |
| 2013 | Marcel Fässler          | Benoît Tréluyer                 | Oliver Jarvis                   | Audi                      | Audi R18 e-tron quattro        |
| 2014 | Scott Pruett            | Memo Rojas                      | Marino Franchitti               | Chip Ganassi              | Riley MkXXVI - Ford            |
| 2015 | Sébastien Bourdais      | Christian Fittipaldi            | João Barbosa                    | Action Express            | Chevrolet Corvette DP          |
| 2016 | Pipo Derani Scott Sharp | Johannes van Overbeek Ed Brown  | Johannes van Overbeek Ed Brown  | Extreme Speed             | Ligier JS P2 - Honda           |
| 2017 | Jordan Taylor           | Ricky Taylor                    | Alex Lynn                       | Wayne Taylor              | Cadillac DPi-V.R               |
| 2018 | Pipo Derani             | Nicolas Lapierre                | Johannes van Overbeek           | Extreme Speed             | Nissan Onroak DPi              |
| 2019 | Pipo Derani             | Felipe Nasr                     | Eric Curran                     | Action Express            | Dallara Cadillac DPi           |
| 2020 | Jonathan Bomarito       | Harry Tincknell                 | Ryan Hunter-Reay                | Mazda                     | Multimatic Mazda DPi           |
| 2021 | Loïc Duval              | Tristan Vautier                 | Sébastien Bourdais              | JDC                       | Dallara Cadillac DPi           |
| 2022 | Earl Bamber             | Neel Jani                       | Alex Lynn                       | Ganassi                   | Dallara Cadillac DPi           |
| 2023 | Pipo Derani             | Jack Aitken                     | Alexander Sims                  | Action Express            | Dallara Cadillac LMDh          |
| 2024 | Louis Delétraz          | Colton Herta                    | Jordan Taylor                   | Wayne Taylor Racing       | Acura ARX-06                   |
| 2025 | Felipe Nasr             | Nick Tandy                      | Laurens Vanthoor                | Porsche Penske Motorsport | Porsche 963                    |

### GTS (1999-2004) / GT1 (2005-2009)
| Año  | Pilotos          | Pilotos         | Pilotos          | Automóvil          | Equipo       |
| ---- | ---------------- | --------------- | ---------------- | ------------------ | ------------ |
| 1999 | Martin Snow      | Melanie Snow    | Patrick Huisman  | Porsche 911        | Martin Snow  |
| 2000 | Olivier Beretta  | Dominique Dupuy | Karl Wendlinger  | Dodge Viper        | Oreca        |
| 2001 | Terry Borcheller | Oliver Gavin    | Franz Konrad     | Saleen S7          | Konrad       |
| 2002 | Johnny O'Connell | Oliver Gavin    | Ron Fellows      | Chevrolet Corvette | Corvette     |
| 2003 | Johnny O'Connell | Franck Fréon    | Ron Fellows      | Chevrolet Corvette | Corvette     |
| 2004 | Johnny O'Connell | Max Papis       | Ron Fellows      | Chevrolet Corvette | Corvette     |
| 2005 | Darren Turner    | David Brabham   | Stéphane Ortelli | Aston Martin DBR9  | Aston Martin |
| 2006 | Olivier Beretta  | Oliver Gavin    | Jan Magnussen    | Chevrolet Corvette | Corvette     |
| 2007 | Olivier Beretta  | Oliver Gavin    | Max Papis        | Chevrolet Corvette | Corvette     |
| 2008 | Johnny O'Connell | Jan Magnussen   | Ron Fellows      | Chevrolet Corvette | Corvette     |
| 2009 | Johnny O'Connell | Jan Magnussen   | Antonio García   | Chevrolet Corvette | Corvette     |

### GT (1999-2004) / GT2 (2005-2000) / GT (2011-2013) / GTLM (2014-2021) / GTD (2022-presente)
| Año  | Pilotos             | Pilotos            | Pilotos            | Automóvil               | Equipo                     |
| ---- | ------------------- | ------------------ | ------------------ | ----------------------- | -------------------------- |
| 1997 | Javier Quirós       |                    |                    | BMW M3                  |                            |
| 1999 | Kelly Collins       | Darrly Havens      | Cort Wagner        | Porsche 911             | Alex Job                   |
| 2000 | Lucas Luhr          | Dirk Müller        | Dirk Müller        | Porsche 911             | Dick Barbour               |
| 2001 | Lucas Luhr          | Sascha Maassen     | Emmanuel Collard   | Porsche 911             | Alex Job                   |
| 2002 | Lucas Luhr          | Sascha Maassen     | Sascha Maassen     | Porsche 911             | Alex Job                   |
| 2003 | Lucas Luhr          | Sascha Maassen     | Sascha Maassen     | Porsche 911             | Alex Job                   |
| 2004 | Timo Bernhard       | Sascha Maassen     | Sascha Maassen     | Porsche 911             | Alex Job                   |
| 2005 | Lucas Luhr          | Jörg Bergmeister   | Patrick Long       | Porsche 911             | Petersen / White Lightning |
| 2006 | David Brabham       | Sébastien Bourdais | Scott Maxwell      | Panoz Esperante         | Multimatic                 |
| 2007 | Mika Salo           | Jaime Melo Jr.     | Johnny Mowlem      | Ferrari F430            | Risi                       |
| 2008 | Wolf Henzler        | Jörg Bergmeister   | Marc Lieb          | Porsche 911             | Flying Lizard              |
| 2009 | Mika Salo           | Jaime Melo Jr.     | Pierre Kaffer      | Ferrari F430            | Risi                       |
| 2010 | Gianmaria Bruni     | Jaime Melo Jr.     | Pierre Kaffer      | Ferrari F430            | Risi                       |
| 2011 | Dirk Müller         | Joey Hand          | Andy Priaulx       | BMW M3                  | Schnitzer                  |
| 2012 | Dirk Müller         | Joey Hand          | Jonathan Summerton | BMW M3                  | Schnitzer                  |
| 2013 | Richard Westbrook   | Oliver Gavin       | Tommy Milner       | Chevrolet Corvette      | Corvette                   |
| 2014 | Michael Christensen | Jörg Bergmeister   | Patrick Long       | Porsche 911             | Porsche                    |
| 2015 | Jan Magnussen       | Antonio García     | Ryan Briscoe       | Chevrolet Corvette      | Corvette                   |
| 2016 | Marcel Fässler      | Oliver Gavin       | Tommy Milner       | Chevrolet Corvette      | Corvette                   |
| 2017 | Jan Magnussen       | Antonio García     | Mike Rockenfeller  | Chevrolet Corvette      | Corvette                   |
| 2018 | Frédéric Makowiecki | Patrick Pilet      | Nick Tandy         | Porsche 911             | Porsche                    |
| 2019 | Frédéric Makowiecki | Patrick Pilet      | Nick Tandy         | Porsche 911             | Porsche                    |
| 2020 | Earl Bamber         | Laurens Vanthoor   | Neel Jani          | Porsche 911             | Porsche                    |
| 2021 | Cooper MacNeil      | Matt Campbell      | Mathieu Jaminet    | Porsche 911             | WeatherTech                |
| 2022 | Nicky Catsburg      | Antonio García     | Jordan Taylor      | Chevrolet Corvette      | Corvette                   |
| 2023 | Klaus Bachler       | Patrick Pilet      | Laurens Vanthoor   | Porsche 911             | Pfaff                      |
| 2024 | Ben Barnicoat       | Jack Hawksworth    | Kyle Kirkwood      | Lexus RC                | Vasser Sullivan            |
| 2025 | Klaus Bachler       | Laurin Heinrich    | Alessio Picariello | Porsche 911 GT3 R (992) | AO Racing                  |

## Estadísticas

### Constructores con más victorias
| Núm. | Constructor | Victorias | Años |
| ---- | ----------- | --------- | --- |
| 1    | Porsche     | 19        | 1960, 1968, 1971, 1973, 1976, 1977, 1978, 1979, 1980, 1981, 1982, 1983, 1984, 1985, 1986, 1987, 1988, 2008, 2025 |
| 2    | Ferrari     | 12        | 1956, 1958, 1959, 1961, 1962, 1963, 1964, 1970, 1972, 1995, 1997, 1998                                           |
| 3    | Audi        | 11        | 2000, 2001, 2002, 2003, 2004, 2005, 2006, 2007, 2009, 2012, 2013                                                 |
| 4    | Nissan      | 5         | 1989, 1990, 1991, 1994, 2018                                                                                     |
| 4    | Cadillac    | 5         | 2017, 2019, 2021, 2022, 2023                                                                                     |
| 6    | Ford        | 4         | 1966, 1967, 1969, 2014                                                                                           |
| 7    | Toyota      | 2         | 1992, 1993 |
| 7    | BMW         | 2         | 1975, 1999 |
| 7    | Peugeot     | 2         | 2010, 2011 |
| 10   | Allard      | 1         | 1950 |
| 10   | Frazer-Nash | 1         | 1952 |
| 10   | Cunningham  | 1         | 1953 |
| 10   | OSCA        | 1         | 1954 |
| 10   | Jaguar      | 1         | 1955 |
| 10   | Maserati    | 1         | 1957 |
| 10   | Chaparral   | 1         | 1965 |
| 10   | Oldsmobile  | 1         | 1996 |
| 10   | Corvette    | 1         | 2015 |
| 10   | Honda       | 1         | 2016 |
| 10   | Mazda       | 1         | 2020 |
| 10   | Acura       | 1         | 2024 |

Fuente:

## Galería

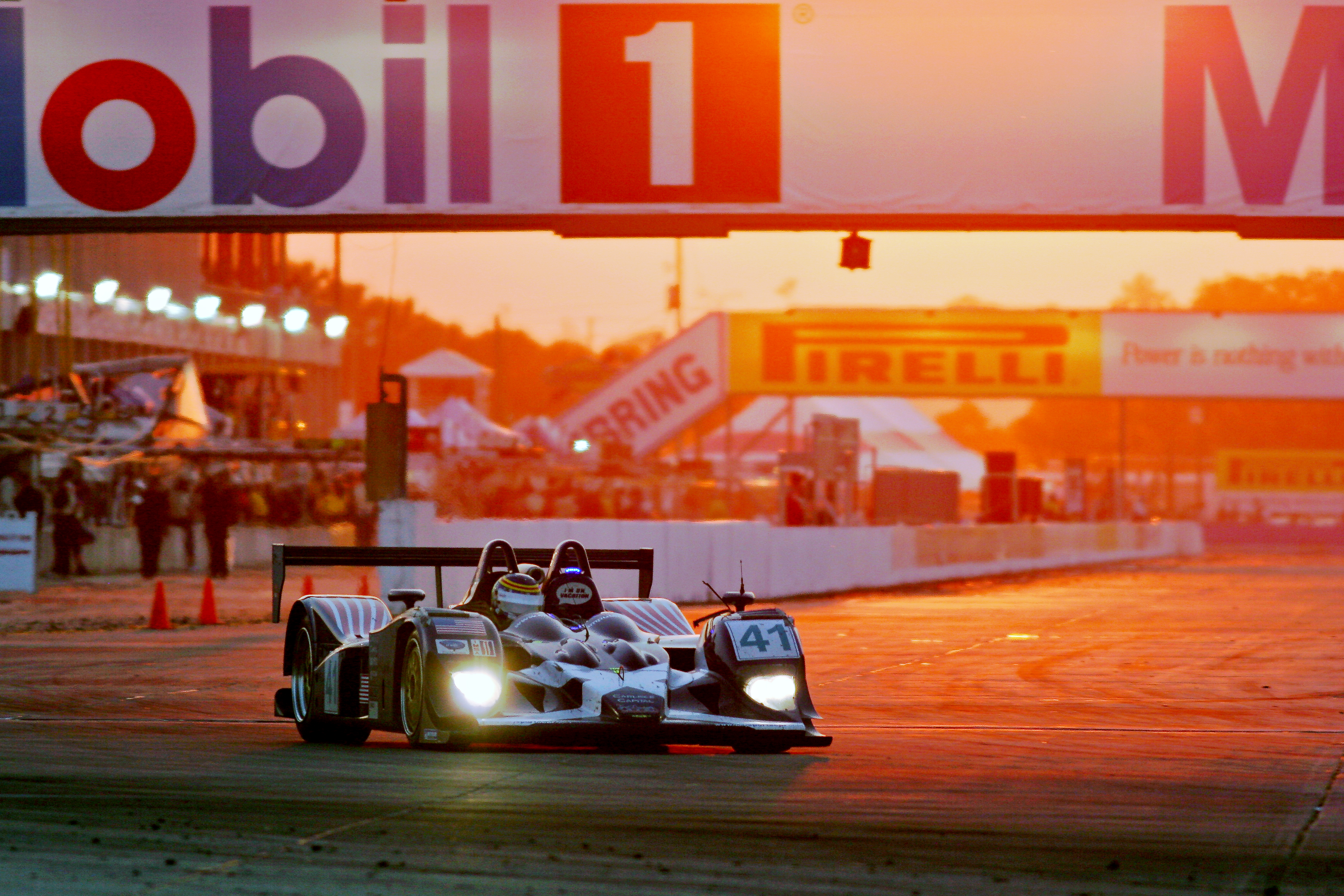
Recta principal del circuito de Sebring durante el aterdecer.
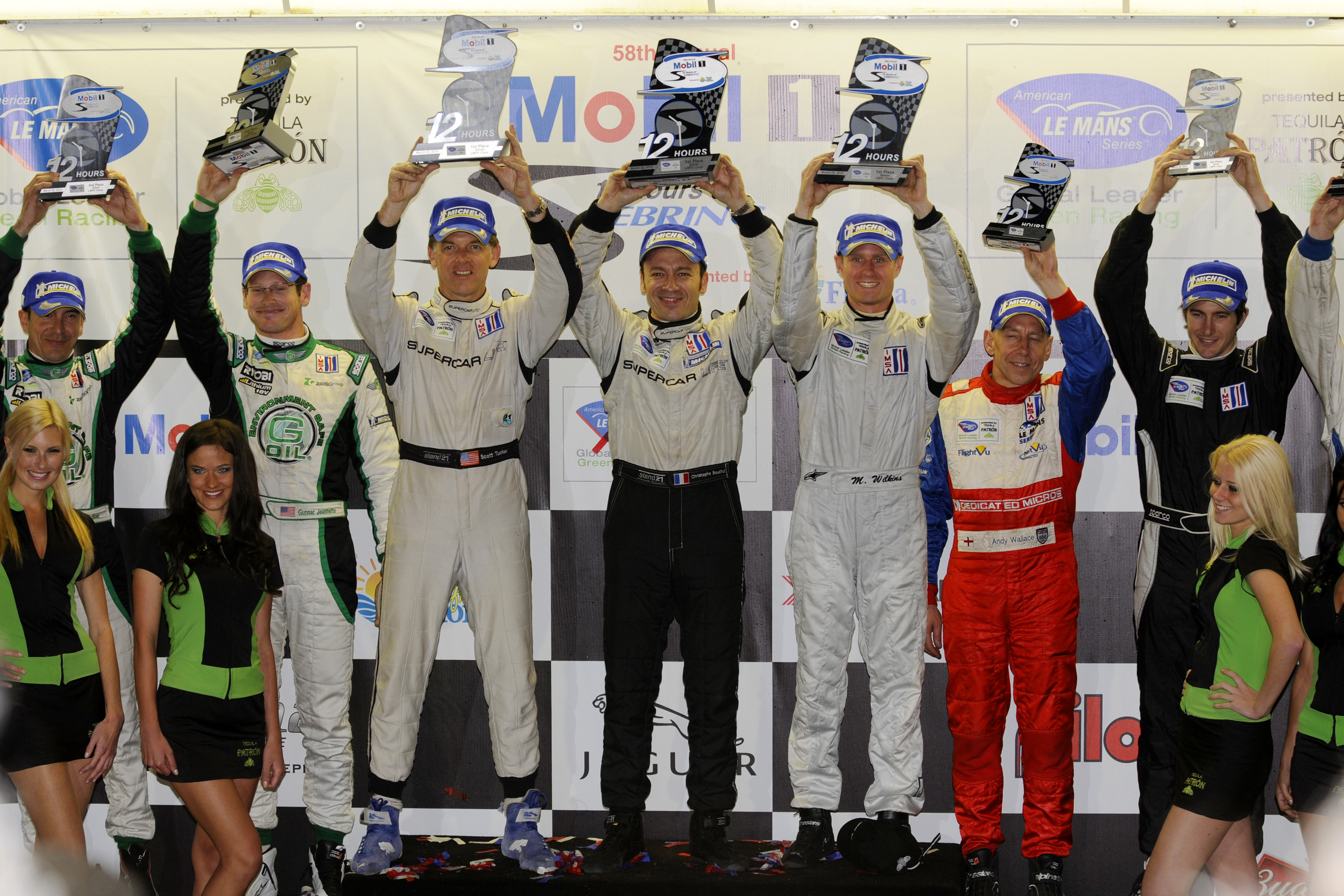
Podio de la clase LMP Challenge de la edición de 2010.
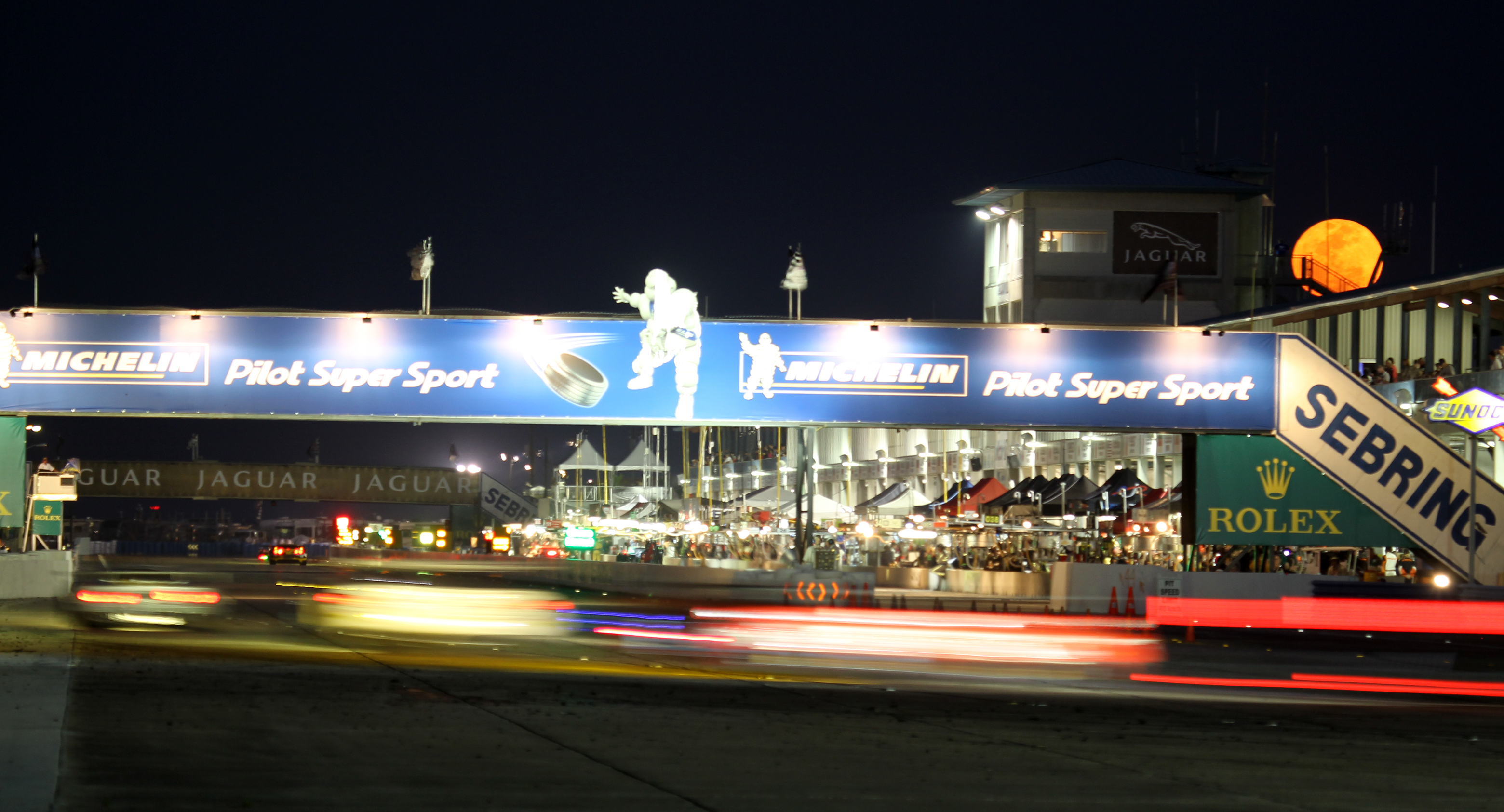
Recta principal del circuito de Sebring durante la noche.
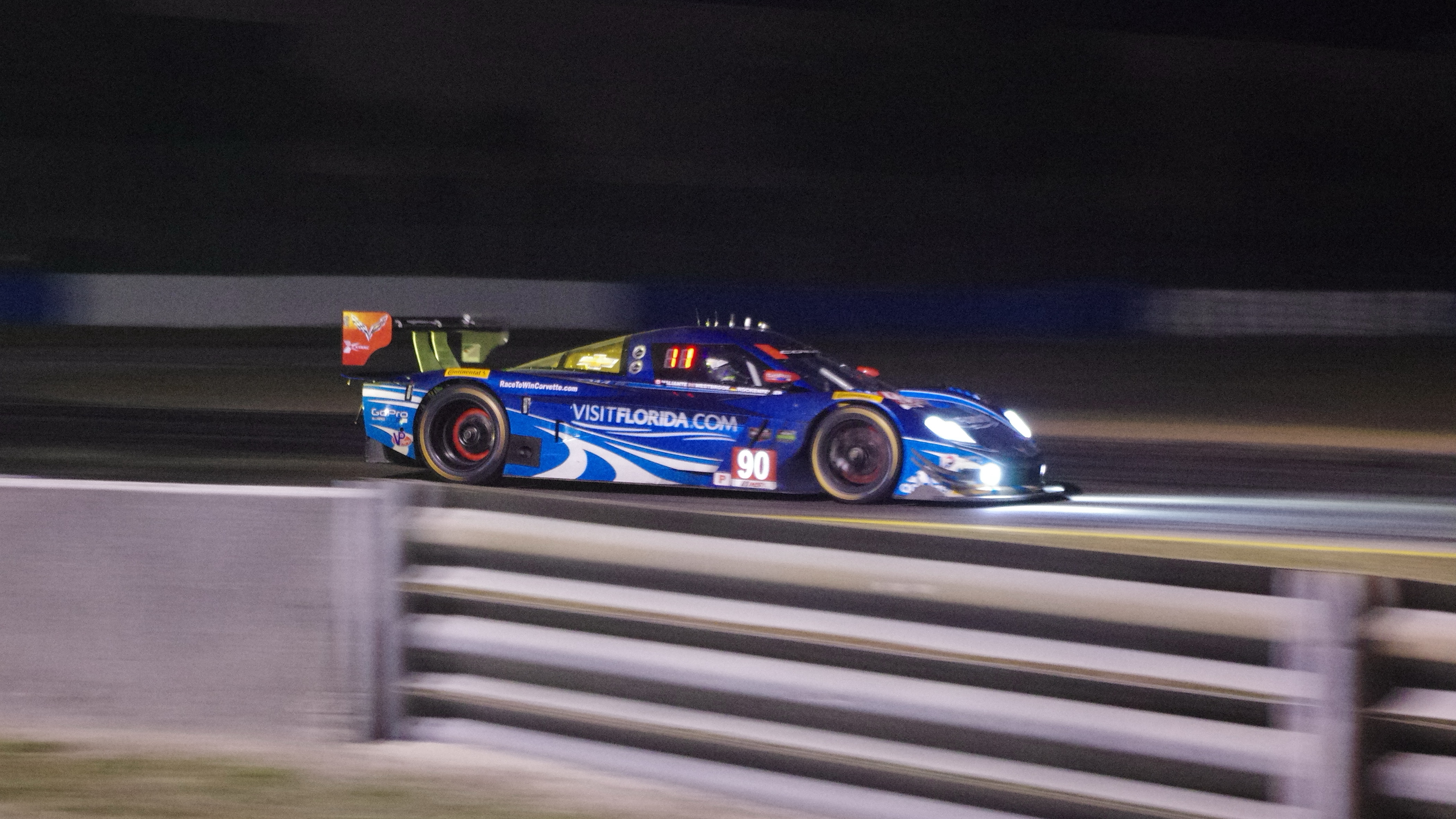
Un Corvette Daytona Prototype en la edición de 2014.
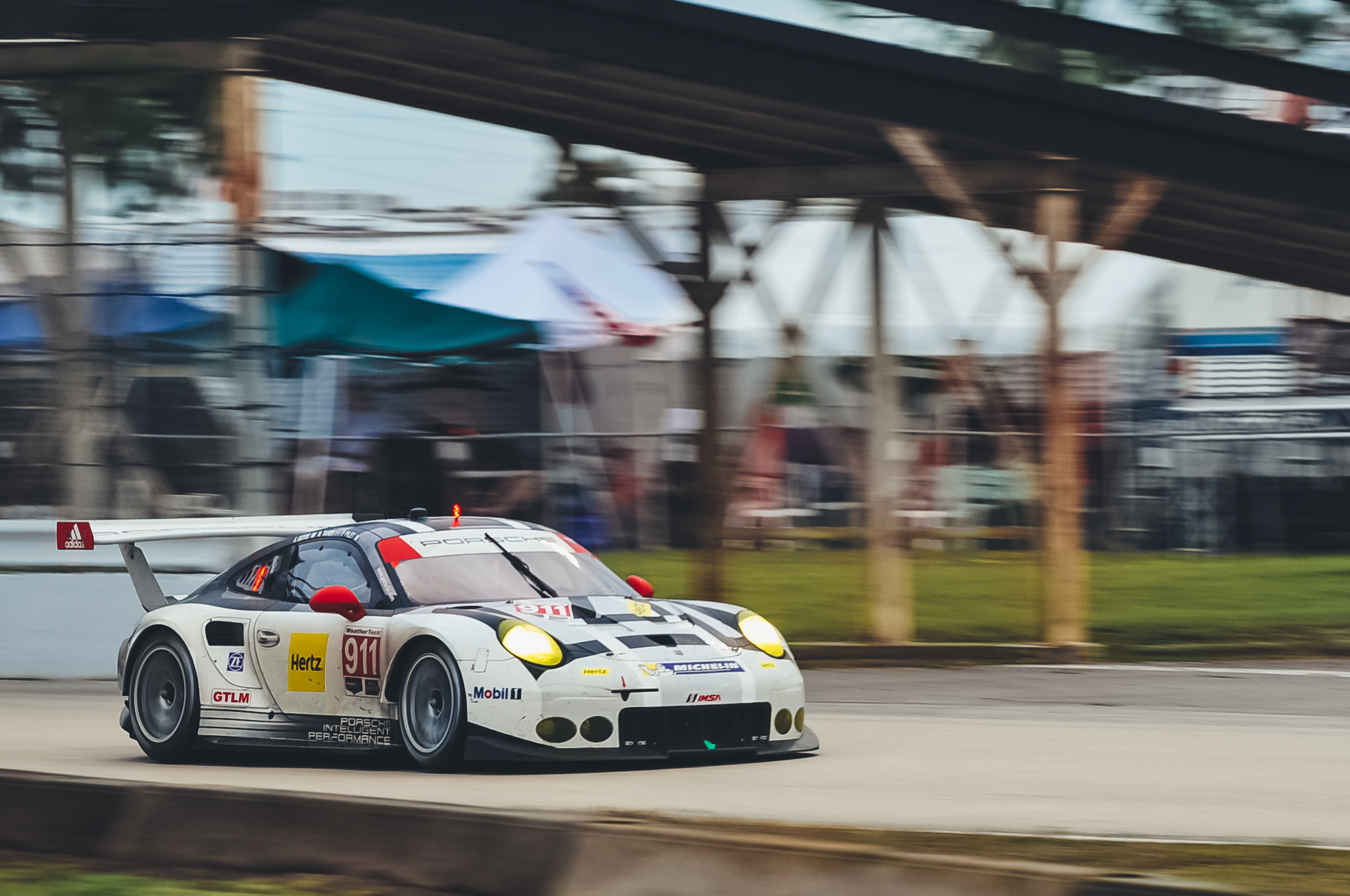
Un Porsche 911 RSR transitando la curva 6.
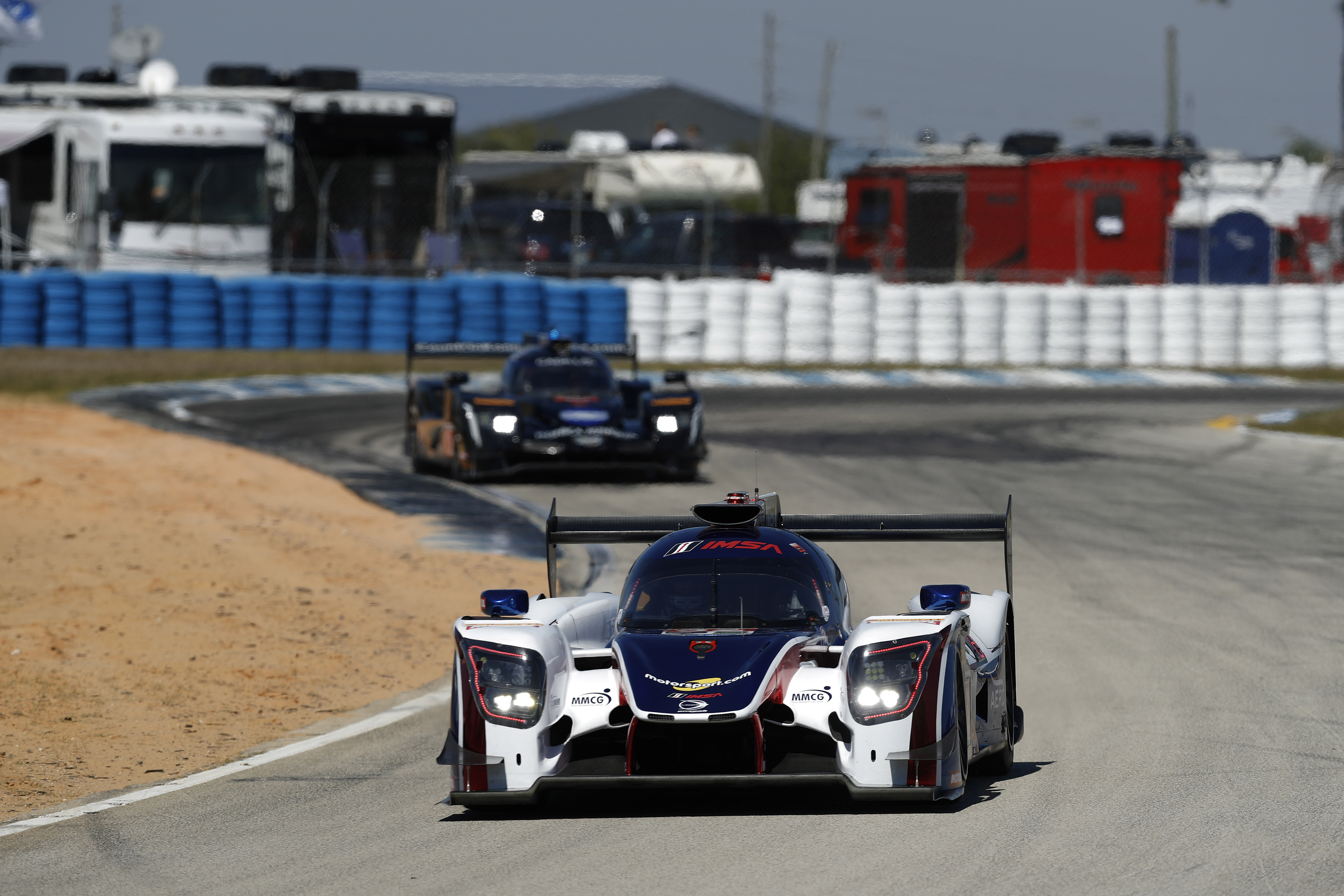
Un Ligier JS P217 en la curva 4.